# ITT公司
ITT公司（英語：ITT Inc.），即原ITT工业公司（ITT INDUSTRIES），是總部位於美國康乃狄克州的全球多元化产业公司，產業包括航空、運輸、能源和工業元件。是标准普尔500指数成分股。

## 历史
最初的公司名称叫“国际电话与电报公司”（International Telephone & Telegraph），由索申尼斯·奔尼和荷南德·奔尼兄弟二人于1921年成立。到2007年止，公司名称四度变更，从1921年开始称为“IT&T”，1979年改为“ITT”，1995年又改为“ITT INDUSTRIES”，2005年再改回到“ITT”。
在20年代，ITT 公司创立了第一条互相连接的全球电话线系统，所以其公司全称是“国际电话和电报公司”。以后，通过收购企业和电话专利，他们将公司建设成电话交换设备和电信服务的世界重要供应商。
1960年到1977年，在哈罗德·吉宁执掌下，ITT收购了350多家公司，包括许多著名的企业，如喜来登连锁酒店集团、Avis Rent-a-Car连锁汽车租赁集团、Hartford保险公司、以及生产Wonderbread 品牌面包的Continental Baking面包集团。在吉宁的管理下，ITT从一家年营业额7.6亿美元的中型企业壮大为170亿美元的跨国集团，更成为现代化大型国际联合集团的样板。
1979年到1995年，兰德·阿拉斯库格担任公司首席执行官，公司走上了一条连续整改、出售和收购企业的道路，通过对公司实施更科学的管理。整改计划在1995年达到高潮，ITT分离成三家独立企业，其中ITT 公司专营旅馆和博彩市场，ITT Hartford公司独立开展保险业务，ITT工业公司则以多元生产企业集团的姿态踏上世界舞台。
10年以后，ITT公司被其他企业收购，ITT Hartford公司也易名改帜，ITT 工业公司则继续坚持发展和壮大。在图维斯·恩金（Travis Engen）、路·朱力安诺（Lou Giuliano）和史蒂夫·罗伦杰（Steve Loranger）三任领导人的统率下，ITT成长为流体技术和夜视系统领域的世界领军企业，在先进技术和国防通信技术市场不断增长，而从股东投资回报率来看，ITT在过去五年中一直跻身最佳表现企业之列。ITT公司以卓越科技、卓越运营、强大价值和卓越领导而著称，在产品创造和客户满意度方面声誉日隆。

## 现状
目前，作为一家多元化高科技工程及制造公司。ITT在水与流体管理、全球防卫与安全、运动与流动控制等关键领域发挥着重要的作用。ITT雇有员工约4万名，服务客户遍及50多个国家。公司总部位于纽约州白原市，2007年公司的销售额为90亿美元。
ITT公司是全球最大的流体技术设备和系统的供应商之一。公司的业务涉及各种潜水泵、干式泵与搅拌器，风机、监控设备、热交换器、阀，还包括工厂运行控制系统、废液分析技术，利用生物技术、过滤与消毒程序进行水处理的产品与系统，以及工业、住宅、农业、商业、市政系统的设计、开发、生产、销售和售后支持等领域。流体技术公司服务的主要市场包括水与污水处理、建筑业、工业以及生物／制药业。在工业市场中，ITT公司的泵送系统随供有智能泵与Hydrovar等智能控制系统。在全球能源紧张的今天，该技术的应用为工业企业减少能耗、降低维护成本以及控制全寿命周期成本方面起到积极的作用。
在全球，ITT公司还是高科技和移动通讯产品电子零部件的十大供应商之一，其产品主要包括连接器、开关、键盘和线缆等，并被广泛应用于通信、计算机、航空及网络服务中。
ITT公司的国防电子与服务以及运动与流动控制业务为汽车，铁路交通，航空航天，卫星，气象，国防通讯以及夜视技术等领域提供高科技产品和系统，其技术位居世界领先地位。 除纽约股票交易所外，ITT公司的股票还在中西部证券交易所，太平洋股票交易所，巴黎和法兰克福股票交易市场上市。并同时入选S&P 500指數。《财富》杂志一直将其列入“最受推崇的企业”排名榜；同时被《商业道德杂志》列入“百佳企业公民”（页面存档备份，存于）排名榜，并连续4年入选“道琼斯可持续发展世界指数”

## 公司组成及产品

### 民品
1. 泵送系统：（FLYGT）飞力水泵、潜水泵、搅拌器
2. 住宅与商业供水：(Goulds、Lowara、B&G)ITT古尔兹制泵、高压给水、深井泵、单级双吸泵、HVAC系统用泵、热交换器及控制系统
3. 工业与生物制药（高质泵）：轴流泵、立式潜水泵、立式涡轮泵、单级泵、双吸泵、化工泵、多级增压泵
4. 生化处理：（Sanitaire）、曝气系统、污水处理工艺、滗水器
5. 先进水处理：恒通、膜处理设备
6. 消毒：（Wedeco）UV、臭氧消毒系统
7. 电子部件业务：背板连接器、插卡型连接器、输入／输出及电源连接器、射频／光纤连接器、开关、接口控制器、硅胶键盘及金属触键薄膜、键盘
8. Aerospace Controls / Neo - Dyn：高品质燃料阀、液压阀、气动阀和电磁阀，阀执行器，商用、军用与航天用压力、温度、流量与限位开关
9. Conoflow公司：设计与制造高、低压调节器，过滤调节器、专用调节器、位置控制器、传感器、执行器和膜片密封
10. Flojet公司：饮料业专用泵与附件的主要生产厂家，还生产一般工业设备、农用／园艺设备、休闲车、船用与水净化设备等
11. Galfer公司：制动衬块与制动底板的主要生产厂家，产品供应欧洲汽车制造商和售后市场
12. Hydroair公司：生产水池设备、温泉浴场、喷淋、涡流浴池系统部件和水工业设备的主要厂家
13. Jabsco公司：休闲船用产品包括供水系统、底舱和发动机冷却泵、遥控探照灯和船舶垃圾处理系统等。医疗卫生用工业泵，化工、实验室、涂料加工、电镀、纺织、建筑、半导体制造、废水处理和污染控制用流体输送泵等
14. Koni（科尼）公司：减震器产品享誉全球，适用各种特殊应用，包括摩托车、运动车、厢式车、大客车、卡车、挂车、越野汽车或牵引机车、火车车厢、电车或地铁车辆
15. Rule公司：娱乐与小型商业船舶市场底舱潜水泵的世界主要生产厂家，还是锚具、罗盘与绞盘之类附件的主要供应商。

### 军品
1. 卫星：宽带填缝Ka-波段卫星地面终端、GPS Block IIR、GPS III、国家极轨环境卫星系统（NPOESS）、GeoEye-1、GeoEye-2、詹姆斯·韋伯太空望遠鏡、IKONOS、火星偵察軌道器、钱德拉太空望远镜、WorldView-1、QUICKBIRD
2. 软件：IDL（Interactive Data Language，数据分析和图像化应用程序及编程语言）、ENVI
3. 通讯：下一代士兵通讯系统、WAAS、SINCGARS
4. 雷达：AN/SPS-48、AN/FPS-85、GCA-2000、空中交通控制系统、MACS PAR
5. 夜视技术：AN/PSQ-20、F6015、AN/PVS-7（F5001）、AN/AVS-9、AN/PVS-14
6. 电子战系统：AN/ALQ-211、AIDEWS、AN/ALQ-214、AN/ALQ-172、AN/ALQ-161、AN/ALQ-99

## ITT的故事
哈罗德·吉宁1959年担任ITT前首席执行官，当时ITT营业额仅七亿六千万美元，利润只有二千九百万美元；到了1977年吉宁退休时，营业额为一百六十亿美元，利润高达五亿美元。十七年来，营业额与利润成长了约二十倍，并有十四年半的时间，每年的成长都超过百分之十。其人在业界以对资产负债表的特殊贡献而著名。是美国公认的最积极进取的、以收购为导向的首席执行官之一，是继艾弗烈·史隆（Alfred P.sloan, Jr）后，美国企业界的管理天才。被评为影响世界进程的100位管理大师之一。
2007年3月27日，ITT公司被美国法院认定违反了《武器出口控制法案》，在未获许可证的情况下，把美军使用的夜视镜技术“非法提供给中国、新加坡及英国的承包商”，进而“危害国家及战场上美军的安全”。根据法庭与ITT公司达成的认罪协议，ITT公司愿承担约1亿美元的罚金。美《防务新闻》网站当日评论称，这创下了美国历史上类似案件罚金数额的最高记录，这也是大型防务公司第一次自己承认违法。不过这1亿美元的罚金分为4部分：ITT公司向法院支付200万美元的违法罚金；向国务院缴2000万美元的罚款；没收2800万美元“非法交易”所得；同意投入5000万美元发展更加先进的夜视仪系统，以保持美军在夜视仪方面拥有的技术优势。ITT在自己的网站上，辩解只是将某些非核心部件准备在其他国家生产时没有对相关的法规和适当的出关程序引起警惕。认为夜视仪核心器件光强管技术仍在严格保密状态下，而这部分是无法逆向设计的。